# Tricard Dixon et ses copains
Tricard Dixon et ses copains (titre original en anglais : Our Gang) est un roman de l'écrivain américain Philip Roth, publié aux États-Unis en octobre 1971 chez Random House et paru en français le 26 octobre 1972 aux éditions Gallimard.

## Écriture du roman
Alors que Philip Roth est à l'écriture d'un nouveau roman, il entend une déclaration du président américain Richard Nixon réprouvant l'avortement en raison de « [s]es convictions personnelles et religieuses » et affirmant la « sainteté de la vie humaine » alors même que dès le lendemain Nixon intervient en faveur du lieutenant William Calley, ayant commandé une compagnie reconnue coupable du meurtre de vingt-deux civils vietnamiens lors du massacre de Mỹ Lai en 1968.
Outré par la concordance des déclarations et l'importance des faits, Philip Roth arrête son roman en cours et décide d'écrire, en moins de trois mois, une satire sur un président fictif, Tricard Dixon – en anglais Trick E. Nixon parodiant le surnom présidentiel à connotations multiples « Tricky Dicky » –, successeur de John F. Charisma et au président Lyin' B. Johnson,.

## Réception critique
Lors de sa parution aux États-Unis, Dwight Macdonald dans The New York Times est enthousiaste et voit dans le roman un livre « tiré par les cheveux, injuste, de mauvais goût, perturbant, d'une logique implacable, grossier et très drôle » concluant qu'il s'agit en réalité d'un « chef-d'œuvre ». À l'inverse, The New Republic le compare à MacBird! – une pièce satyrique controversée de Barbara Garson, parue en 1967, mettant en parallèle l'assassinat de John F. Kennedy avec Macbeth de Shakespeare – qualifiant le roman d'« insipide et mauvais ».
Avant même sa parution en français, Le Monde note avec attention la « satire politique » de Philip Roth qu'il voit comme une « tragi-farce [...], se développ[ant] selon une logique imperturbable, jusqu'à ses conclusions les plus folles, et témoign[ant] d'un irrespect total pour les valeurs [américaines] établies »
Par ailleurs, Richard Nixon, aurait discuté du livre avec son directeur de cabinet H. R. Haldeman, le jugeant « ridicule » et « écœurant ». En 1995, le roman est toujours considéré comme l'une des charges les plus acérées contre l'ex-président américain.

## Éditions
- (en) Our Gang, éditions Random House, 1971  (ISBN 978-0394478869), 135 p.
- Tricard Dixon et ses copains, trad. Jean-René Major, coll. « Du monde entier », éditions Gallimard, 1972  (ISBN 9782070283743), 200 p.[8]
- (en) Our Gang, Vintage Books, 2001  (ISBN 978-0375726842), 224 p.